# VTB United League 2017-2018
La VTB United League 2017-2018 è stata la 10ª edizione della VTB United League.
Nando de Colo e Sergio Rodríguez, giocatori del CSKA Mosca, sono stati nominati rispettivamente MVP del torneo e MVP delle Final Four.

## Squadre partecipanti
| Russia - Avtodor Saratov - Chimki - CSKA Mosca - Enisey Krasnojarsk - Lokomotiv Kuban' - Nižnij Novgorod - Parma Perm' - UNICS Kazan' - Zenit S. Pietroburgo | Bielorussia - Cmoki Minsk | Estonia - Kalev/Cramo | Kazakistan - Astana | Lettonia - VEF Rīga |

## Regular season
|  | Play-off dagli Ottavi di finale |

### Classifica
|     | Squadra              | G  | V  | P  | PF   | PS   | Diff. | %    |
| --- | -------------------- | -- | -- | -- | ---- | ---- | ----- | ---- |
| 1.  | CSKA Mosca           | 24 | 22 | 2  | 2268 | 1894 | +374  | .917 |
| 2.  | UNICS Kazan'         | 24 | 22 | 2  | 2074 | 1829 | +245  | .917 |
| 3.  | Lokomotiv Kuban'     | 24 | 17 | 7  | 2036 | 1755 | +281  | .708 |
| 4.  | Zenit S. Pietroburgo | 24 | 16 | 8  | 2053 | 2052 | +1    | .667 |
| 5.  | Avtodor Saratov      | 24 | 14 | 10 | 2107 | 2104 | +3    | .583 |
| 6.  | Chimki               | 24 | 13 | 11 | 2038 | 1942 | +96   | .542 |
| 7.  | Nižnij Novgorod      | 24 | 10 | 14 | 2046 | 2094 | −48   | .417 |
| 8.  | VEF Rīga             | 24 | 8  | 16 | 1864 | 1980 | −116  | .333 |
| 9.  | Cmoki Minsk          | 24 | 8  | 16 | 1792 | 1982 | −190  | .333 |
| 10. | Astana               | 24 | 7  | 17 | 1836 | 1932 | −96   | .292 |
| 11. | Parma Perm'          | 24 | 7  | 17 | 1951 | 2086 | −135  | .292 |
| 12. | Kalev/Cramo          | 24 | 6  | 18 | 2030 | 2196 | −166  | .250 |
| 13. | Enisey Krasnojarsk   | 24 | 6  | 18 | 1892 | 2141 | −249  | .250 |

## Play-off
Le serie sono al meglio delle 5 partite con gara 1, 4 e 5 in casa delle teste di serie (prime quattro classificate della stagione regolare). La squadra che si aggiudicherà tre gare si qualificherà per la Final Four.
| Squadra 1            | Totale | Squadra 2       | Gara 1 | Gara 2 | Gara 3 | Gara 4 | Gara 5 |
| -------------------- | ------ | --------------- | ------ | ------ | ------ | ------ | ------ |
| CSKA Mosca           | 3 - 0  | VEF Rīga        | 112-83 | 100-80 | 99-73  |        |        |
| Zenit S. Pietroburgo | 3 - 0  | Avtodor Saratov | 91-80  | 79-73  | 90-78  |        |        |
| UNICS Kazan'         | 3 - 1  | Nižnij Novgorod | 84-66  | 74-77  | 95-94  | 101-86 |        |
| Lokomotiv Kuban'     | 0 - 3  | Chimki          | 66-79  | 72-77  | 73-86  |        |        |

## Final Four
Le Final Four si sono svolte l'8 e il 10 giugno 2018 al VTB Ice Palace di Mosca. Semifinali e Finali sono state disputate su gara secca.

### Tabellone
|  | Semifinali           | Semifinali           | Semifinali |        |            | Finale               | Finale               | Finale          |  |
|  |                      |                      |            |        |            |                      |                      |                 |  |
|  | CSKA Mosca           | CSKA Mosca           | 84         |        |            |                      |                      |                 |  |
|  | CSKA Mosca           | CSKA Mosca           | 84         |        |            |                      |                      |                 |  |
|  | Zenit S. Pietroburgo | Zenit S. Pietroburgo | 67         |        |            |                      |                      |                 |  |
|  | Zenit S. Pietroburgo | Zenit S. Pietroburgo | 67         |        | CSKA Mosca | CSKA Mosca           | 95                   |                 |  |
|  |                      |                      |            |        | CSKA Mosca | CSKA Mosca           | 95                   |                 |  |
|  |                      |                      | Chimki     | Chimki | 84         |                      |                      |                 |  |
|  | UNICS Kazan'         | UNICS Kazan'         | Chimki     | Chimki | 84         | 71                   |                      |                 |  |
|  | UNICS Kazan'         | UNICS Kazan'         |            |        |            | 71                   |                      |                 |  |
|  | Chimki               | Chimki               | 76         |        |            | Finale 3º posto      | Finale 3º posto      | Finale 3º posto |  |
|  | Chimki               | Chimki               | 76         |        |            |                      |                      |                 |  |
|  |                      |                      |            |        |            |                      |                      |                 |  |
|  |                      |                      |            |        |            | UNICS Kazan'         | UNICS Kazan'         | 79              |  |
|  |                      |                      |            |        |            | UNICS Kazan'         | UNICS Kazan'         | 79              |  |
|  |                      |                      |            |        |            | Zenit S. Pietroburgo | Zenit S. Pietroburgo | 93              |  |

| VTB United League 2017-2018 |
| --------------------------- |
| CSKA Mosca 9º titolo        |

## Premi e riconoscimenti
- MVP regular season:
- MVP Finals:
- Allenatore dell'anno:
- Sesto uomo dell'anno:
- Difensore dell'anno:
- Miglior giovane:

## Squadre della VTB United League nelle competizioni europee
| Squadra              | Competizione     | Andamento                 |
| -------------------- | ---------------- | ------------------------- |
| CSKA Mosca           | Euroleague       | Quarto posto              |
| Chimki               | Euroleague       | Playoff                   |
| Lokomotiv Kuban'     | Eurocup          | Secondo posto             |
| UNICS Kazan'         | Eurocup          | Quarti di finale          |
| Zenit S. Pietroburgo | Eurocup          | Quarti di finale          |
| Enisey Krasnojarsk   | Champions League | Stagione regolare         |
| Kalev/Cramo          | Champions League | Secondo turno preliminare |
| Nižnij Novgorod      | FIBA Europe Cup  | Quarti di finale          |
| Cmoki Minsk          | FIBA Europe Cup  | Ottavi di finale          |
| Avtodor Saratov      | FIBA Europe Cup  | Stagione regolare         |
| Parma Perm'          | FIBA Europe Cup  | Secondo turno preliminare |